# Ljubičasti ježinac
Ljubičasti ježinac ili pjegavi ježinac (latinski: Sphaerechinus granularis) vrsta je ježinca iz porodice Toxopneustidae. Raspon ove vrste obuhvaća Sredozemno more i istočni Atlantski ocean. Vrsta se često pronalazi u Jadranskome moru, s gušćom populacijom prema jugu.

## Opis
Pjegavi ježinac komparativno je veliki ježinac. Spljošten je dorzalno i naraste do petnaest centimetara u promjeru. Postoje dva različita oblika boja. Ljuska je ljubičasta u oba, ali jedan oblik ima jedino ljubičaste bodlje, dok drugi bijele. Bodlje su kratke i tupe, sve su iste duljine i uredno su raspoređene u redove.

## Vanjske poveznice
- Opažanja, iNaturalist